# 形式 (考古学)
形式（けいしき）とは、考古学の一分野であり、遺物や遺跡の形式や様式を研究する学問である型式学的研究法（けいしきがくてきけんきゅうほう、英語: typological　method）、形式考古学（けいしきこうこがく）、型式学（typology）で扱われているフォーマット。
機能、用途による分類を扱う。遺物や遺跡の形式や様式には、時代や地域、社会的背景などが反映されているため、形式考古学の研究を通じて、それらの遺物や遺跡から社会や文化の特徴を理解することができる。
型式学は考古学研究の基本的な手法の一つとして重要視されており、遺物や遺跡の形式や様式を正確に分析することが求められている。形式学の研究成果は、考古学だけでなく、歴史学や人類学など他の学問領域にも貢献している。